# Adventív élőlény
Az adventív vagy jövevény élőlény ökológiai fogalom.
A kifejezés használata nem egységes. Egyes tudósok szándékosan behurcolt fajokat írnak le vele, mások azonban csak azokat, amelyek maguktól vagy véletlenül érkeztek. Megint mások az adventív szót olyan fajok leírására használják, amelyek más földrajzi területről érkezve nem önfenntartók (nem képesek ezen a területen önállóan fennmaradni, legalábbis az adott számban nem), a populációnak időnkénti utánpótlásra van szüksége; amikor önfenntartóvá válik az új földrajzi területén, akkor már meghonosodottnak mondják.
A Lang István szerkesztésében 2002-ben megjelent Környezet- és természetvédelmi lexikon szerint tágabb értelemben az emberi kultúra révén megtelepedő, valamely másik földrajzi területről érkezett fajok, szűkebb értelemben az ember által nem szándékosan behurcolt (az ember akarattalan közvetítésével megjelent és elterjedt idegen származású, nem őshonos) élőlények (melyek jelentős része gyomnövény), a flóra vagy fauna változó elterjedésű elemei. A 20-21. században a nemzetközi szóhasználatban főként Fred-Günter Schroeder német botanikus alapján a növények meghatározott csoportjára használt fogalom az idegen növényfajokon belül. A 19. században a magyar szakirodalom az adventív szót még elsősorban a szárból eredő járulékos rügyekre, mellékgyökerekre használta, de  a kifejezés már ismert volt a flórára alkalmazva (jövevény) is.